# ГЕС-ГАЕС Галгенбіхль
ГЕС-ГАЕС Галгенбіхль (Мальта Верхня) — гідроелектростанція у Австрії, яка є верхнім ступенем у гідроенергетичному комплексі Мальта, створеним у провінції Каринтія у східній частині хребта Високий Тауерн, на північ від річки Драва.
У період з 1974 по 1978 рік у верхів'ї річки Мальта (ліва притока Драви) спорудили греблю Кельнбрейн (Kölnbrein), яка стала найвищою греблею в країні. При висоті у 202 метри вона має довжину 620 метрів та ширину від 8 (по гребеню) до 41 метра. Утворене нею водосховище має площу поверхні 1,2 км2, об'єм у 205 млн м3 та наповнюється як за рахунок природного стоку, так і внаслідок закачування води при роботі станції в режимі гідроакумуляції.
Нижнім резервуаром при цьому є споруджене далі по тій же річці сховище Галгенбіхль. Воно має площу поверхні 0,21 км2, об'єм 4,4 млн м3 та створене двома греблями — бетонною гравітаційною висотою 50 метрів та довжиною 85 метрів і земляною з асфальтовим облицюванням висотою 15 метрів та довжиною 115 метрів. Окрім деривації із ряду приток Мальти, як лівих (через тунель Мальта Норд, що постачає ресурс струмків Krumpenbach, Moosbach, Maralmbach, Melnikbach та річки Лізер), так і правих (тунель Мальта Зюд, який збирає воду струмків Findelkarbach, Preimlbach, Hochalmbach), сховище Галгенбіхль поповнюється за допомогою другого ступеню гідровузла — ГАЕС Роттау, для якої воно становить верхній резервуар.
Машинний зал станції обладнаний двома оборотними турбінами типу Френсіс загальною потужністю 120 МВт у турбінному та 116 МВт у насосному режимах. Напір, на якому працює ГЕС, становить 198 метрів, що значно менше аніж у щойно згаданого другого, головного ступеня гідровузла (1106 метрів).
Зв'язок з енергосистемою відбувається через ЛЕП, що працює під напругою 110 кВ.